# Rajd Wielkiej Brytanii 1993
Rajd Wielkiej Brytanii 1993 (49. Network Q RAC Rally) – 49. Rajd Wielkiej Brytanii rozgrywany w Walii w Wielkiej Brytanii w dniach 21–24 listopada. Była to trzynasta runda Rajdowych Mistrzostw Świata w roku 1993. Rajd został rozegrany na nawierzchni szutrowej i na śniegu. Bazą rajdu było miasto Birmingham.

## Wyniki
| Msc.                   | Kierowca               | Pilot                  | Samochód                | Czas                   | Strata                 | Grupa                  | Punkty                 |
| Klasyfikacja generalna | Klasyfikacja generalna | Klasyfikacja generalna | Klasyfikacja generalna  | Klasyfikacja generalna | Klasyfikacja generalna | Klasyfikacja generalna | Klasyfikacja generalna |
| ---------------------- | ---------------------- | ---------------------- | ----------------------- | ---------------------- | ---------------------- | ---------------------- | ---------------------- |
| 1                      | Juha Kankkunen         | Nicky Grist            | Toyota Celica Turbo 4WD | 6:25.48                | 0.0                    | A8 M                   | 20                     |
| 2.                     | Kenneth Eriksson       | Staffan Parmander      | Mitsubishi Lancer RS    | 6:27.32                | +1.44                  | A8 M                   | 15                     |
| 3.                     | Malcolm Wilson         | Bryan Thomas           | Ford Escort RS Cosworth | 6:30.51                | +5.38                  | A8                     | 12                     |
| 4.                     | François Delecour      | Daniel Grataloup       | Ford Escort RS Cosworth | 6:32.57                | +7.09                  | A8                     | 10                     |
| 5.                     | Ari Vatanen            | Bruno Berglund         | Subaru Impreza 555      | 6:33.59                | +8.11                  | A8                     | 8                      |
| 6.                     | Didier Auriol          | Bernard Occelli        | Toyota Celica Turbo 4WD | 6:39.39                | +13.51                 | A8 M                   | 6                      |
| 7.                     | Richard Burns          | Robert Reid            | Subaru Legacy RS        | 6:47.25                | +21.37                 | A8 M                   | 4                      |
| 8.                     | Armin Schwarz          | Peter Thul             | Mitsubishi Lancer RS    | 6:51.02                | +25.14                 | A8 M                   | 3                      |
| 9.                     | Mats Jonsson           | Lars Bäckman           | Toyota Celica Turbo 4WD | 7:00.48                | +35.00                 | A8 M                   | 2                      |
| 10.                    | Alister McRae          | David Senior           | Subaru Legacy RS        | 7:02.12                | +36.24                 | A8 M                   | 1                      |
| PWRC                   |                        |                        |                         |                        |                        |                        |                        |
| 1 (11).                | Gwyndaf Evans          | Howard Davies          | Ford Escort RS Cosworth | 7:10:44                | –                      | N4                     |                        |
| 2L WRC                 |                        |                        |                         |                        |                        |                        |                        |
| 1 (12).                | David Llewellin        | Ian Grindrod           | Vauxhall Astra GSI 16V  | 7:26:42                | –                      | A7 2L                  |                        |
| 2 (15).                | Emil Triner            | Jiří Klíma             | Škoda Favorit 136 L     | 7:31:52                | +5:10                  | A5 2L                  |                        |
| 3 (18).                | Pavel Sibera           | Petr Gross             | Škoda Favorit 136 L     | 7:39:25                | +12:43                 | A5 2L                  |                        |

1. ↑  Litera M przy oznaczeniu grupy do której należy samochód oznacza, iż tylko ci kierowcy z grupy A zdobywali punkty dla swoich zespołów liczonych w klasyfikacji producentów na koniec sezonu.

## Klasyfikacja końcowa sezonu 1993
Tabele przedstawiają tylko pięć pierwszych miejsc.

### Kierowcy
| Lp. | Kierowca          | Pkt |
| --- | ----------------- | --- |
| 1   | Juha Kankkunen    | 135 |
| 2   | François Delecour | 112 |
| 3   | Didier Auriol     | 92  |
| 4   | Massimo Biasion   | 76  |
| 5   | Colin McRae       | 50  |

### Producenci
| Lp. | Producent  | Pkt |
| --- | ---------- | --- |
| 1   | Toyota     | 157 |
| 2   | Ford       | 145 |
| 3   | Subaru     | 112 |
| 4   | Mitsubishi | 86  |
| 5   | Lancia     | 75  |